# Korherrova zpráva
Korherrova zpráva (německy Korherr-Bericht) je dokument o počtu Židů v Německu a v Evropě, který byl vydán 1. ledna 1943. Byla sepsána vedoucím inspektorem statistického úřadu SS, Dr. Richardem Korherrem.

## Význam
Hlavní zpráva vydaná v březnu roku 1943 shrnovala, kolik Židů zůstalo v Německu, Rakousku a Evropě; detailně vyčíslila Židy zadržené v koncentračních táborech; uváděla, kolik Židů zemřelo přirozenou smrtí od roku 1933, a kolik jich bylo převezeno do východních oblastí.
Himmler dokument přijal, ale Korherr musel změnit slovo Sonderbehandlung neboli „zvláštní zacházení“ na slovo durchgeschleust.
Korherrův dokument zaznamenal, že od roku 1937 do prosince 1942 klesl počet Židů v Evropě ke 4 milionům.
Korherr tento pokles připisoval „emigraci, částečně nadměrné úmrtnosti ve střední a západní Evropě, a také vystěhování Židů převážně do více zalidněných východních oblastí.“
Pro vysvětlení Korherr dodal: „Nesmí se přehlížet, že byla zaznamenána jen část úmrtí sovětských ruských Židů, zatímco úmrtí ostatních evropských Rusů nejsou zahrnuta. K tomu všemu dochází k přesunům Židů na území Ruska do asijské části, které nám nejsou známy. Rozsah přesunu Židů z evropských zemí pod německým vlivem je nám také z velké části neznámý. Celkem mohli evropští Židé od roku 1933 ztratit téměř polovinu své populace.“
Korherr nikdy nebyl členem SS a popíral, že by věděl o holokaustu. Říkal, že o vyhlazování slyšel až po jeho konci v roce 1945.
V dopise, který poslal německému magazínu Der Spiegel v červenci roku 1977, Korherr píše, že zprávu nenapsal na Himmlerův rozkaz. Říká: „Mé prohlášení, že přes milion Židů zemřelo v táborech Generalgouvernement a Warthegau během Sonderbehandlung, je nepřesné. Musím protestovat proti slovu ‘zemřeli’ v tomto kontextu. RSHA jsem volal kvůli jedinému slovu ‘Sonderbehandlung’, abych se dozvěděl, co znamená. Bylo mi řečeno, že jím byli pojmenováni Židé, kteří se usadili v Lublinské oblasti.“